# Globovisión
Globovisión es un canal de televisión abierta venezolano que transmite noticias las 24 horas, propiedad de Raúl Gorrín. Tiene su sede en Caracas, además de Noticias Globovisión, el noticiero del canal, Globovisión tiene programas de política, deportivos, culturales, de farándula y de entrevistas. Históricamente independiente, después de su compra en 2013 la línea de Globovisión comenzó a ser progubernamental.

## Historia

### Antecedentes
La historia de Globovisión comienza en 1991, cuando el Estado estaba otorgando concesiones para canales en banda UHF, ya que la VHF estaba saturada, y es cuando Guillermo Zuloaga, Alberto Federico Ravell y Luis Teófilo Núñez, proceden a solicitar una licencia. Inicialmente, el proyecto para el canal, sería denominado UNITEL.
Posteriormente, el proyecto cambia de nombre a Globovisión por una solicitud hecha por Nelson Mezerhane, quien se convierte en nuevo socio del proyecto. En octubre de 1994, Alberto Federico Ravell propone la idea de tener un canal de noticias dentro de unos costos manejables, ya que solo se trataba de recibir la señal a través de una parabólica. Cuando solo faltaba un mes para la salida al aire, Zuloaga y Ravell se comprometieron a transmitir, de forma exclusiva, la señal para Venezuela.

### Desarrollo (1994-2013)
Globovisión salió al aire el 1 de diciembre de 1994. Los accionistas eran Luis Teófilo Núñez Arismendi, Guillermo Zuloaga Núñez, Nelson Mezerhane y Alberto Federico Ravell.
En febrero de 1995 se une a las retransmisiones del canal CNN en Español, y apenas dos meses después, se implementa mayor variedad a la programación a través de la contratación y transmisión de los espacios AVN (Agencia Venezolana de Noticias). El 1 de julio de 1996, el canal inicia la transmisión de su propio noticiero con 3 emisiones diarias, las cuales hoy en día constituyen la base de la programación.
Entre 1995 y 1999 cada media hora retransmitían a CBS Telenoticias.
El 31 de octubre de 1997, Globovisión inauguró la señal abierta en Valencia a través del canal 21 y se añaden corresponsalías propias tanto en Maracaibo (en asociación con TELECOLOR), Valencia y San Cristóbal. En 1998 se incorpora a TV Guayana (del estado Bolívar), TV Llano (del estado Guárico) y RCN de Colombia. En el año 2000, se llevan a cabo las alianzas estratégicas con TVS de Maracay, Promar Televisión de Barquisimeto y TAM de Táchira, los cuales empiezan a retransmitir parte de la programación y se tiene señal abierta en la ciudad de San Cristóbal (canal 21).
Con apenas 5 años de existencia Globovisión pasó de ser un canal de televisión dependiente de programación externa, a tener el 90% de programación hecha en casa. Dentro de sus innovaciones, el 19 de julio de 1999 aparece la página globovision.com. El 26 de noviembre del mismo año se convierte en el primer canal UHF que es transmitido por señal satelital de DirecTV, a través del canal 238.
El 23 de abril de 2007, Luis Teófilo Núñez falleció en Miami, Florida, estando aún como miembro de la junta directiva del canal.
El 5 de junio de 2009 el  Seniat multa a Globovisión con 5.5 millones de bolívares fuertes (2.3 millones de dólares) argumentando omisión de pago de impuestos por la trasmisión de mensajes institucionales que no fueron declarados durante el paro nacional 2002-2003 El 13 de junio Globovisión realiza con éxito el Globopotazo en la ciudad de Caracas para pagar la multa impuesta por el Seniat. El 16 de junio el Seniat sube a 9 millones de bolívares fuertes la multa. En julio fue anulada la multa.
El 21 de mayo de 2009 la Fiscalía da una Orden de Allanamiento e Incautación ante las autoridades judiciales competentes por parte de la Fiscalía Sexagésima Segunda del Ministerio Público  en la Quinta La Cerradura, Urbanización Los Chorros, Municipio Sucre, estado Miranda, propiedad del ciudadano Guillermo Zuloaga Núñez, en cuyo interior fue localizados un total de veinticuatro (24) vehículos automotores aparcados en el área destinada al estacionamiento, todos nuevos propiedad de un consorcio de venta de autos toyota. en julio se aclara la inocencia de los acusados.
El 3 de julio de 2009 Conatel notifica al canal de un procedimiento administrativo sancionatorio por la transmisión de avisos de publicidad del Centro de divulgación del conocimiento Económico para la libertad (CEDICE) y Asoesfuerzo sobre anuncios en defensa de la propiedad privada, señalando incitación al odio, alteración del orden público, en tiempos en que el gobierno expropia diariamente empresas y publica el robo en la gaceta oficial, a lo que el ministro Diosdado Cabello ordenó la salida inmediata del aire de Globovisión.
El 11 de febrero de 2010, Ravell, director general del canal, fue despedido de su puesto por la junta directiva de Globovisión debido a “divergencias con sus socios”. Ravell dijo que tuvo que “sacrificarse saliendo del cargo para que el canal no fuese vendido y cayera en manos del gobierno de Hugo Chávez”.
El 14 de junio de 2010, el Banco Federal, propiedad de Nelson Mezerhane, fue intervenido y posteriormente liquidado; ya que según la Superintendencia de Bancos, gozaba de poca liquidez. El 20% de las acciones de Globovisión, pertenecientes al Banco Federal, pasaron a manos del gobierno venezolano.
El 21 de julio de 2010 En un programa televisado Hugo Chávez anuncia que posee el 45.5% de las concesiones radioeléctricas de Globovisión. Mezerhane era dueño y a través del que controlaba el 20% de Globovisión más 5.8%  de otra empresa que abandonó el país y el empresario Luis Teófilo Núñez falleció poseía el 20% de acciones pero las concesiones radiales no son hereditarias.(aunque sumó mal) expreso que el estado se iba acercando a una mayoría. El 22 de julio cita al director Leopoldo Castillo de Aló Ciudadano en calidad de testigo en el caso de Rafael Poleo Director del diario El Nuevo País acusado de incitación al magnicidio.
En octubre de 2011 el presidente de Conatel, Pedro Maldonado Marín, impuso una multa por unos 2,1 millones de dólares al canal de televisión Globovisión por el tratamiento que dio a la crisis penitenciaria de la reyerta durante junio en la cárcel de El Rodeo, la sanción supone el 7,5 % de los ingresos brutos durante 2010, y responde a la interpretación del ente de que el canal hizo apología del delito. Globovisión dijo que la multa era impagable.
Globovisión fue presionada durante varios años por el gobierno de Hugo Chávez y especialmente por el presidente de Conatel y el Seniat con sanciones y multas millonarias, así como sus propietarios, sus programas suspendidos y sus reporteros perseguidos por informar a la comunidad, hasta que uno uno por uno de sus dueños vendieron sus acciones a ciertas persona afines al gobierno.

### Etapa actual (2013-presente)
El 11 de marzo de 2013, Carlos Zuloaga, vicepresidente del canal e hijo de Guillermo Zuloaga, anunció que se estaba realizando negociaciones con el empresario Juan Domingo Cordero para la venta del 80% del paquete accionario del canal. Posteriormente, Guillermo Zuloaga dirigió una carta a los empleados del canal en la que confirmaba la intención de venta y explicaba que el canal era inviable económicamente, políticamente y jurídicamente.
El 14 de mayo de 2013, se hizo efectiva la venta de Globovisión a los empresarios Raúl Gorrín, Juan Domingo Cordero y Gustavo Perdomo. Tras la venta el canal sufre cambios en la programación debido a las renuncias y despidos de varios periodistas y anclas del canal, pero a su vez, empieza el ingreso de nuevas personalidades y programas de producción propia e independiente. En diciembre de 2013, estrenan una escenografía más moderna en el noticiero.[cita requerida]
El 16 de agosto de 2013, el empresario y accionista Juan Domingo Cordero abandonó de manera irrevocable el cargo de presidente de Globovisión, tras descubrir que se aprobó sin su "conocimiento y aprobación" la suspensión del programa "Aló Ciudadano", que conducía Leopoldo Castillo.
Durante una entrevista al ex director de la DGCIM Hugo Carvajal por The New York Times, Carvajal expresó encontrarse en una disputa entre Raúl Gorrín y Nicolás Maduro durante el 2013 quien pretendía que Globovisión cambiara su línea editorial basado en los archivos de inteligencia recopilados por Carvajal para hacer presión sobre sobornos de Gorrín a altos funcionarios, entre ellos al extesorero Alejandro Andrade
El 9 de octubre de 2014, el canal se une por primera vez en las transmisiones de ciertos partidos de la Liga Venezolana de Béisbol Profesional (LVBP), siendo este el cuarto canal en la transmisión de las temporadas, a los días también se une el canal TVes. Este mismo año se le declararía a los nuevos dueños de Globovisión (Gustavo Perdomo y Raúl Gorrín) como "personas no gratas" en la ciudad de Miami.
En 2015, el canal tendría planeado realizar transmisiones en formato HDTV (alta definición), hasta la fecha se puede ver solo en formato 1080i por su señal en YouTube. El 15 de diciembre de 2016, el canal ajusta su formato de imagen a panorámica en sus programas originales, emitiéndolos según el formato original que ha sido utilizado (4:3 o 16:9).
El 1 de junio de 2022, se renovó su paquete gráfico, pero deja el mismo logotipo y con faceta de multiplataforma y lo mismo en diciembre con su página web.

## Recepción
Globovisión difunde en Caracas por la frecuencia 33 UHF, en Valencia y Maracay por la frecuencia 21 UHF. En el resto de Venezuela, Globovisión se ve a través de las empresas de televisión por suscripción Inter, Supercable, NetUno, Movistar TV, entre otras.

## Controversias

### Críticas
Globovisión, al igual que Televen, Venevisión, y las extintas CMT y RCTV fue acusado por el fallecido presidente venezolano Hugo Chávez de apoyar el golpe de Estado en Venezuela de 2002, de deformar la verdad y promover una agenda "desestabilizadora".También se le criticó desde Miraflores por su respaldo y cobertura del Paro petrolero de 2002-03.
Después del cierre de Radio Caracas Televisión (RCTV) en 2007, Globovisión era el único canal al que no asistían portavoces del gobierno venezolano. También el único que solía transmitir en vivo las ruedas de prensa y actos públicos de la coalición de partidos opositores Mesa de la Unidad Democrática.
El 28 de mayo de 2007, el ministro del Poder Popular para la Comunicación y la Información, Willian Lara, presentó en la Fiscalía General de Venezuela un documento en el que se denunció al programa Aló Ciudadano de instigar al magnicidio contra Hugo Chávez, así como un video de ese programa de televisión. El vídeo muestra imágenes del atentado a Juan Pablo II en 1981, acompañada de la canción “Tengan fe que esto no se acaba aquí” de Rubén Blades como música de fondo. Las imágenes y la canción fueron puestas después de un corte, al final de una entrevista a Marcel Granier, para ir a la pauta publicitaria. El director de Globovisión, Alberto Federico Ravell, comentó que el canal se había equivocado en la toma y calificó de ridícula la acusación de Willian Lara.
Desde que el presidente Hugo Chávez asumió la presidencia en 1999, hasta 2013, cuando ocurre el cambio de directiva, el canal fue acusado durante toda esta etapa de dar informaciones falsas y distorsión de las mismas. Igualmente se le señaló por funcionarios del gobierno venezolano de ser un canal "imperialista" y que únicamente se dedica a informar sobre la oposición. Estos causaban el riesgo de que el canal fuese sancionado numerosas veces, llevándolo casi a una posible quiebra, y que no se le renovase la concesión, donde hasta la actualidad no se le ha concedido ya que dicha concesión se encuentra vencida desde 2015.

### Cambios de la línea editorial
En 2013, después de realizada la venta del canal por Gustavo Perdomo, Juan Domingo Cordero y Raúl Gorrín; la nueva directiva anunció una línea editorial "de centro". Desde entonces, Globovisión es señalado por la oposición venezolana de "autocensurarse".[cita requerida]

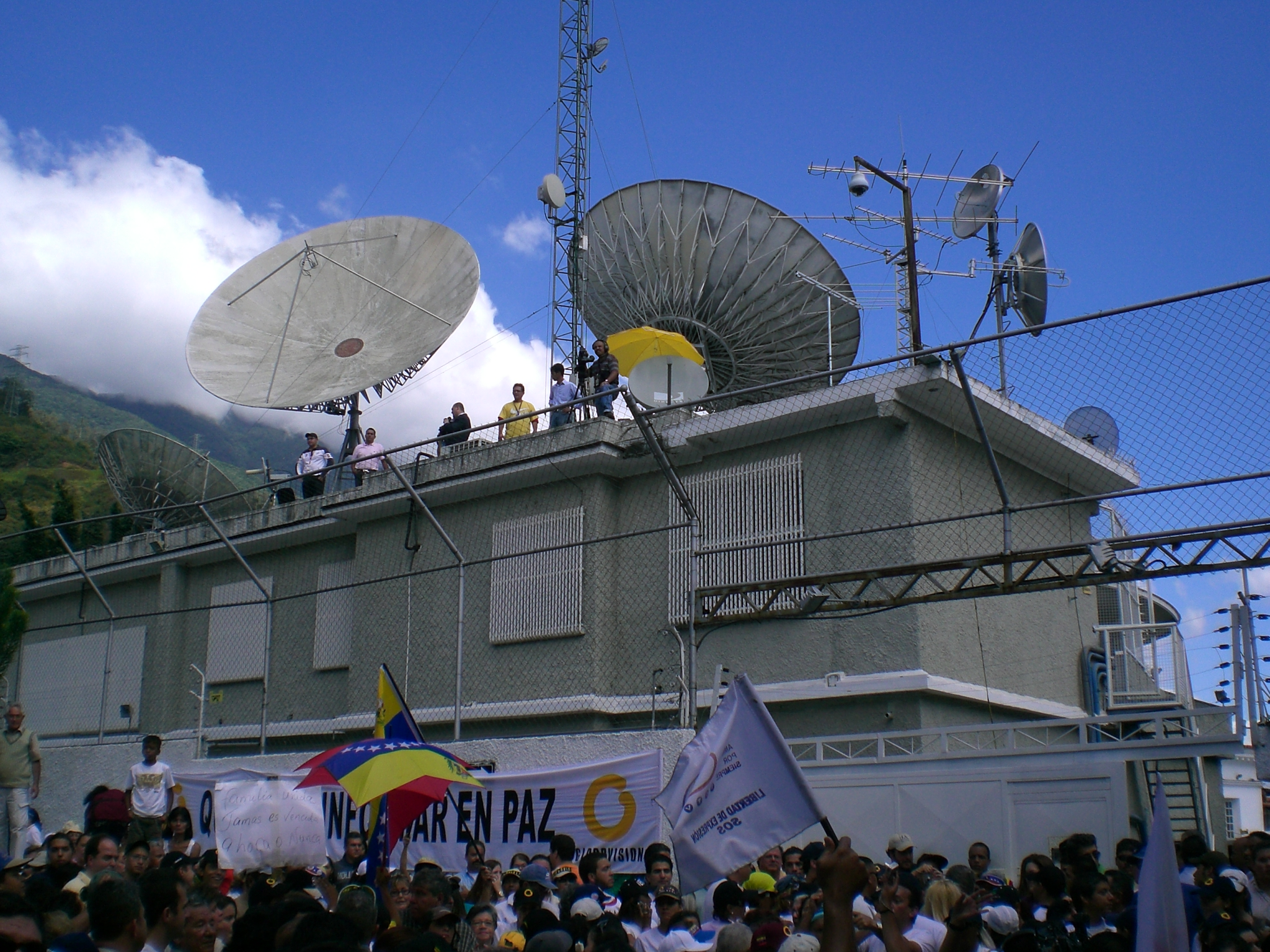
Vista de la sede del canal.

El excandidato presidencial Henrique Capriles Radonski dijo el 24 de mayo de 2013 que la nueva directiva de Globovisión había ordenado que sus discursos no se transmitieran más en vivo. Esto después de que se censura uno de sus discursos en el programa Buenas Noches y se saltase varias partes de sus discursos en los reportajes del noticiero, siendo esto el inicio y causa de la renuncia de periodistas y presentadores como Kiko Bautista, Carla Angola, Roland Carreño y Pedro Luis Flores.[cita requerida] También la renuncia de Leopoldo Castillo de Globovisión a su programa Aló Ciudadano, provocó la renuncia en solidaridad por parte Gladys Rodríguez, Román Lozinski, Nitu Pérez Osuna y varios corresponsales en el interior de Venezuela, como consecuencia del cambio en la línea editorial del canal. A los días también saldría el que era presidente de la Nueva Directiva de Globovisión, Juan Domingo Cordero.
El 2 de abril de 2014, el periodista y ancla de la noche de Globovisión, Reimy Chávez, quien esa noche renunció en transmisión en vivo, aclaró vía Twitter como fue su salida de la planta televisiva. Reimy dijo que un gran despliegue de seguridad lo acompañó a la salida, pero que no fue agredido en ningún momento, pidió respeto al resto de sus compañeros que decidieron mantenerse en el canal.

### Sanciones de Estados Unidos
El 8 de enero de 2019, el Departamento del Tesoro de los Estados Unidos sanciona a Raúl Gorrín, a María Perdomo, a Gustavo Perdomo y a Mayela Tarascio-Pérez, además de sus empresas (entre ellas Globovisión y Seguros La Vitalicia). El ente asegura que dichas actividades vinculadas a la corrupción generaron más de 2400 millones de dólares de ganancias, previamente la Fiscalía de ese país había acusado a Gorrín de estar incurso en actos delictivos, además agregaron que la Oficina de Control de Bienes Extranjeros (OFAC) está emitiendo una licencia que autoriza ciertas transacciones y actividades con Globovisión Tele C.A. por un periodo de un año.